# Pierre-Joseph Thoulier d’Olivet
Pierre-Joseph Thoulier d’Olivet (* 1. April 1682 in Salins-les-Bains; † 8. Oktober 1768 in Paris) war ein französischer römisch-katholischer Geistlicher, Literat, Grammatiker, Übersetzer, Lexikograf, Romanist und Mitglied der Académie française.

## Leben und Werk
Olivets Vater war Rat am Parlement von Besançon. Olivet besuchte das Jesuitenkolleg in Salins. Er trat in die Gesellschaft Jesu ein und wurde 1700 zum Unterrichten nach Reims geschickt. Dort kam er in Kontakt mit den Gelehrten Jean Mabillon und François de Maucroix. Er ging über Dijon nach Paris, unterrichtete am Lycée Louis-le-Grand (wo er Voltaires geschätzter Lehrer war) und verkehrte mit Nicolas Boileau. 1713 wurde er vom Orden nach Rom geschickt, um dort von Joseph de Jouvancy (1643–1719), der daran seit 1699 arbeitete, die Vollendung der Ordensgeschichte zu übernehmen. Angesichts der Masse an Arbeit, die das bedeutete, und unwillig, seine bisherigen Cicero-Studien dafür zu opfern, trat er aus dem Orden aus. Nachdem er sich bislang (nach seiner Mutter) Thoulier genannt hatte, trug er künftig den Namen Olivet und ging als Abbé d’Olivet in die französische Literatur- und Sprachgeschichte ein.
Durch Boileau zum Cicero-Bewunderer geworden, machte er sich an dessen Neu-Übersetzung. Nachdem 1721 die ersten Übersetzungen erschienen waren (denen zahlreiche weitere folgten), wurde er 1723 Mitglied der Académie française (Sitz Nr. 31). Er schrieb (nach Paul Pellisson) den zweiten Teil der Akademiegeschichte (von 1652 bis 1700), eine von Voltaire bewunderte Verslehre und eine (Torso gebliebene) französische Grammatik. Ein halbes Jahrhundert nach Racine begutachtete er Einzelheiten seiner Sprache, so wie ein Jahrhundert zuvor Malherbe mit Desportes verfahren war. Da er aus der Sicht der Gegenwart manches zu kritisieren fand und das als unziemlich erscheinen konnte, glaubte Pierre François Guyot Desfontaines, Racine in seinem Buch Racine vengé (Der gerächte Racine) verteidigen zu müssen. Daneben war Olivet der Motor der 1740 erschienenen dritten Auflage des Wörterbuchs der Akademie. Von 1740 bis 1742 gab er Ciceros Werke in 9 Bänden heraus. 1746 konnte er Voltaire als neues Mitglied der Akademie begrüßen. Er starb 1768 im Alter von 86 Jahren. In Salins erinnern eine Straße und ein Denkmal (Büste) an ihn.

## Werke (Auswahl)

### Autor
- Histoire de l’Académie françoise depuis 1652 jusqu’à 1700. Jean-Baptiste Coignard fils, Paris 1729. Hrsg. Charles-Louis Livet. Paris 1858. Genf 1989.
- Traité de la prosodie françoise. Gandouin, Paris 1736, 1757, 1805, 1809, 1812, 1824. Genf 1760.
- Remarques de grammaire sur Racine. Gandouin, Paris 1738, 1766.
- Essais sur la grammaire. Article premier. Des noms. Paris 1744.
- Recueil d’opuscules littéraires. Amsterdam 1767.
- Remarques sur la langue françoise. Babou, Paris 1767, 1771, 1783, 1793. Slatkine, Genf 1968. (Prosodie françoise, S. 1–125. Essais de grammaire: Noms, Articles, Pronoms, Participes, S. 126–217. Remarques sur Racine, S. 219–336)

### Übersetzer
- Entretiens de Cicéron sur la nature des dieux. 3 Bde. J. Estienne, Paris 1721.
- Les Catilinaires de Cicéron, oraisons première, seconde, troisième et quatrième, en latin et en françois. A. Molin, Lyon 1726.
- Oraisons de Démosthène et de Cicéron. J. Estienne, Paris 1727.
- Tusculane de Cicéron sur le mépris de la mort. Gandouin, Paris 1732.
- Pensées de Cicéron, traduites pour servir à l’éducation de la jeunesse. Coignard/Guérin, Paris 1644.

### Herausgeber
- Huetiana, ou Pensées diverses de M. Huet. J. Estienne, Paris 1722.
- M. Tullii Ciceronis opera cum delectu commentariorum. 9 Bde. Paris 1740–1742.